# Ultimate Diamond
Ultimate Diamond — седьмой студийный альбом японской певицы и сэйю Наны Мидзуки, выпущен 3 июня 2009 года на лейбле King Records.
Альбом занял первое место японского национального чарта Oricon. Было продано 104,902 копий. Диск стал золотым в Японии.
Два сингла из этого альбома — «Starcamp EP» и «Shin Ai» заняли пятое и второе места соответственно, японского национального чарта Oricon, а  сингл «Trickster» помимо второго места в японском национальном чарте Oricon стал платиновым в Японии.

## Список композиций
1. MARIA&JOKER
  - Слова: Hibiki
  - Музыка и аранжировка: Нориясу Агэмацу (Elements Garden)
2. 悦楽カメリア (Эцураку Камэриа)
  - Слова: Нана Мидзуки
  - Музыка и аранжировка: Сёго Ониси (大西省吾)
3. PERFECT SMILE
  - Слова, музыка и аранжировка: Хироюки Ито (伊藤寛之)
4. Trickster
  - Слова : Нана Мидзуки
  - Музыка и аранжировка: Нориясу Агэмацу (Elements Garden)
5. Mr.Bunny!
  - Слова: Саюри
  - Музыка: Мицуру Вакабаяси (若林充)
  - Аранжировка: Синъя Сайто (齊藤真也)
6. 沈黙の果実 (Тиммоку-но Кадзицу)
  - Слова и музыка: Сихори
  - Аранжировка: Рэнка Амо (天羽蓮花)
7. Brand New Tops
  - Слова: Юмао
  - Музыка и аранжировка: Ватару Масати
8. 少年 (Сёнэн)
  - Слова и музыка: Тосиро Ябуки
  - Аранжировка: Тосиро Ябуки и Цутому Охира
9. Gimmick Game
  - Слова: Hibiki
  - Музыка и аранжировка: Дзюмпэй Фудзита (Elements Garden)
10. Dancing in the velvet moon
  - Слова: Нана Мидзуки
  - Музыка: Нориясу Агэмацу (Elements Garden)
  - Аранжировка: Нориясу Агэмацу и Масато Накаяма (Elements Garden)
11. ray of change
  - Слова и музыка: Кадзунори Сайта (斉田和典)
  - Аранжировка: Коитиро Такахаси (高橋浩一郎)
12. 深愛 (Син ай)
  - Слова: Нана Мидзуки
  - Музыка: Нориясу Агэмацу (Elements Garden)
  - Аранжировка: Хитоси Фудзима (Elements Garden)
  - Открывающая тема аниме White Album
13. 蒼き光の果て-ULTIMATE MODE- (Аоки Хикари-но Хатэ-ULTIMATE MODE-)
  - Слова：辻 純更
  - Музыка：松井俊介
  - Аранжировка：藤間 仁（Elements Garden）
14. Astrogation
  - Слова: Hibiki
  - Музыка и аранжировка: Дзюн Суяма
15. 夢の続き (Юмэ-но Цудзуки)
  - Слова и музыка: Нана Мидзуки
  - Аранжировка: Дзюмпэй Фудзита (Elements Garden)

## Чарты
| Чарт                 | Место | Продажи | Время в чарте |
| -------------------- | ----- | ------- | ------------- |
| Oricon Weekly Albums | #1    | 104,902 | 16 недель     |